# کورت اشتتلر
کورت اشتتلر (آلمانی: Kurt Stettler; ۲۱ اوت ۱۹۳۲ – ۸ دسامبر ۲۰۲۰) بازیکن فوتبال اهل سوئیس بود.
از باشگاه‌هایی که در آن بازی کرده‌است می‌توان به باشگاه فوتبال لوتسرن و باشگاه فوتبال بازل اشاره کرد.
وی همچنین در تیم ملی فوتبال سوئیس بازی کرده‌است.